# 革命的共産主義者同盟全国委員会
革命的共産主義者同盟全国委員会（かくめいてききょうさんしゅぎしゃどうめい ぜんこくいいんかい、英語: Revolutionary Communist League National Committee）は、日本のテロリスト、革共同系の新左翼党派の一つ。通称は中核派（ちゅうかくは、英語: core faction）。
当初は本多派、前進派とも呼ばれた。2007年の関西派（革共同再建協議会）との対立とその離脱以降は、中央派、党中央、安田派などとも呼ばれる。
「反帝国主義・反スターリン主義プロレタリア世界革命」を掲げる。公然拠点は前進社。機関紙は「前進」「共産主義者」。学生組織はマル学同中核派。非公然組織は革命軍。警察白書では「極左暴力集団」、マスコミは「過激派」と呼んでいる。

## 名称
正式名称は「革命的共産主義者同盟全国委員会」（革共同全国委員会）。通称の「中核派」は、本来は革共同第三次分裂後に学生組織であるマル学同の本多支持派が名乗った分派名で、上部団体の正式名称には「中核派」は含まれないが、便宜上「中核派」を自称する場合も多い。当初の他称は「本多派」「前進派」「ブクロ派」「ケルン・パー」など。他党派は、「ウジ虫」（革マル派）、「C（シー）」（ブント）、「ちゅん」「白」（ノンセクト）などと呼称。2007年（平成19年）の分裂後の他称は、革共同再建協議会からは「安田一派」、警察等からは「党中央」「中央派」など。

## 概説

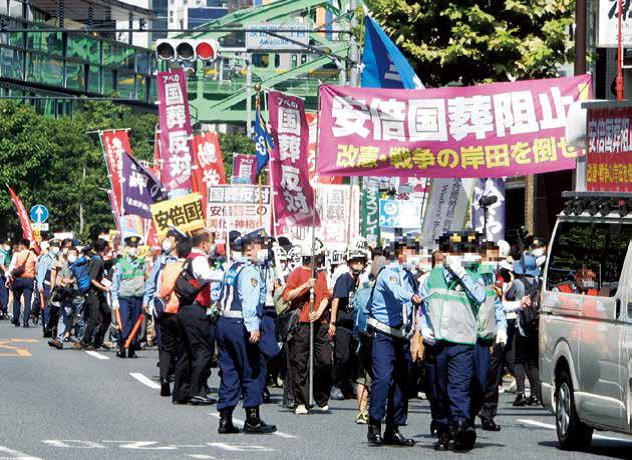
安倍晋三の国葬の阻止を訴える中核派（2022年、公安調査庁撮影）

1957年の革命的共産主義者同盟（革共同）結成、1958年の革共同第一次分裂（太田派の離脱）、1959年の革共同第二次分裂（黒田派・本多派が離脱して革共同全国委員会を結成）、1963年の革共同第三次分裂（黒田派＝革マル派の離脱）を経て、残った全国委員会（本多派）が通称「中核派」を形成した。
「反帝国主義・反スターリン主義の旗のもと万国の労働者団結せよ!」をメインスローガンに、世界共産主義革命の一環としての日本共産主義革命を掲げ、その革命は暴力革命で、樹立すべき政権はプロレタリア独裁であるとする。
この「反帝国主義・反スターリン主義」では、「真の共産主義の実現のため資本主義国家の転覆（反帝国主義）」とともに、ソビエト連邦や中華人民共和国などの既存の社会主義国を、世界革命を放棄し帝国主義との平和共存政策を基調とするスターリン主義と規定し打倒対象とする。朝鮮労働党と日本共産党もスターリン主義と規定し打倒対象とする。
なお分裂した革マル派も同じ「反帝国主義・反スターリン主義」を掲げるが、革マル派の理論重視・組織重視・党建設重視に対して、中核派は大衆運動・武装闘争を重視し、共産主義者同盟（ブント）や社青同解放派など他党派との共闘も行った。
1960年代、権力に対する街頭武装闘争、大学闘争などで新左翼最大の規模・勢力を持つに至った。1966年の三回大会で「帝国主義の根底的動揺の開始」を表明。その後の1974年 - 1975年の世界同時不況・高度成長の終焉をもって資本主義の歴史的命脈は尽きたとする。これを元に情勢認識を「革命情勢は成熟している」と規定し続け、その情勢認識から急進的な路線を打出し、その時々で大学闘争、街頭闘争、三里塚や部落解放などの諸闘争、物理的な党派闘争（いわゆる「内ゲバ」、特に革マル派との内ゲバを「戦争」と規定）など、多数のテロ事件やゲリラ闘争を行ってきた。
冷戦終結後、1991年5月の「5月テーゼ」以降は、武装闘争路線によって疲弊した党組織の立て直しを図り、労働運動路線へと転換。自派の労働運動を展開しつつ、労使協調路線の連合・全労連を「体制内労働運動」と規定して批判している。
2006年頃より「帝国主義戦争を内乱へ」のスローガンに表現される旧来の路線から、動労千葉を軸とした「階級的労働運動路線」にさらに転換した。それへの反発などから2007年頃に関西派など、幾つかの分裂と離脱を引き起こした。「動労千葉派」を自称するいわゆる「中央派」は、現在「労働運動の力で革命やろう」をスローガンにしている。

## 思想
経済的に共産主義である一方で、性の多様性条例、LGBT理解増進法に反対するなど、社会・文化面ではジェンダー平等やリベラリズムに否定的な保守左派・社会保守主義の立場をとる。

思想は「反帝国主義・反スターリン主義」、目的は「反帝国主義・反スターリン主義プロレタリア世界革命」。1959年9月、創立者の本多延嘉の『前進』創刊号の巻頭論文での呼びかけは「反帝国主義・反スターリン主義の旗のもと、革共同全国委員会に結集せよ」。
2009年の綱領草案では、目的は「資本主義・帝国主義の完全打倒＝プロレタリア世界革命の完遂と階級社会の廃止、真の人間的な共同社会＝共産主義社会の建設」とした。現在の帝国主義は、反革命に転落したスターリン主義の裏切りと補完により延命しており、国家独占資本主義政策や新自由主義政策は「最後のあがき」とする。このため労働者階級は暴力革命であるプロレタリア革命と、プロレタリア独裁の国家樹立が必要で、そのためには非合法・非公然でマルクス主義の「世界単一の労働者階級の党」が必要であるとして、日本帝国主義打倒、天皇制粉砕、アメリカ帝国主義打倒、中国スターリン主義打倒、などを主張する。

## 組織
- 結成時の指導者：本多延嘉（革マル派によって、1975年に暗殺される）
- 現在の主な執行部：議長 / 清水丈夫、書記長 / 秋月丈志[7] ほか
- 機関紙：『前進』（週1回刊・年末年始や夏季は特別号が発行される）
  - 2016年1月より週2回刊化された。週2回刊化は「世界大恐慌の全面激化、世界戦争危機の急迫、革命情勢の全世界的成熟の中で、世界革命への大挑戦をかけた、宣伝・扇動活動の大変革と飛躍の闘い」としていたが、2020年8月に「党活動全体の見直し」として週1回刊に戻された。[8][9]
- 機関誌：『共産主義者』（理論誌、季刊）
  - 『国際労働運動』（旧『コミューン』）は2020年8月より休刊となっている[10]。準機関誌とされた『序局』は2022年7月より同じく無期限休刊となった[11]。
- 学生組織：マルクス主義学生同盟・中核派（マル学同中核派）
- 青年労働者組織：マルクス主義青年労働者同盟（マル青労同）
- 政治団体：都政を革新する会（一部の区議会で議席を持つ）
- 非公然組織：革命軍[2]（人民革命軍、革命軍・武装遊撃隊）
- 公然拠点：前進社 現在は江戸川区松江にある。かつては豊島区東池袋、後に豊島区千早に所在する「前進社第二ビル」。革マル派による中核派の蔑称「ブクロ派」は東池袋にちなむ。千早にあった際、現代に千早城が蘇ったかのように要塞化されていたことから千早城と呼ぶこともあった。
- ヘルメット：白。前面に黒字で「中核」。ヘルメットによっては、「カクマル（革マル派の事を「片仮名」で書く）せん滅」などのスローガンが書かれているものもある。新左翼の文脈において「白ヘル」は中核派の象徴であり、「白ヘル」または単に「白」で中核派を指す。革マル派による中核派の蔑称「ウジ虫」もヘルメットの色にちなむ。

## 歴史

### 前史
1955年（昭和30年）の日本共産党第6回全国協議会（六全協）や、1956年（昭和31年）のスターリン批判、ハンガリー動乱によって、日本共産党の権威は大きく揺らぎ、共産主義者の新組織を結成する新たな動きが日本で始まった。
1957年（昭和32年）1月、黒田寛一や太田竜らを中心に結成された「日本トロツキスト連盟」はその一つである。同組織は日本共産党への加入戦術で組織の拡大に成功し、その後、1957年12月に「革命的共産主義者同盟」（革共同）に改称した。
その後、革共同の内部では、太田竜や西京司を中心とした「トロツキスト派」と黒田寛一や本多延嘉を中心とした「革命的マルクス主義者グループ」（RMG）がレフ・トロツキーへの評価や第四インターナショナルへの合流などを巡り対立をしていく。
1958年（昭和33年）、太田派が革共同から離脱し「日本トロツキスト同志会」を結成した（革共同第一次分裂）。
続いて1959年（昭和34年）初頭に、黒田寛一が日本民主青年同盟の情報を警視庁に売ろうとして未遂に終わっていたことが発覚し（「黒田・大川スパイ問題」）、同年8月の革共同第一回大会では、黒田寛一は「スパイ行為という階級的裏切り」を理由に革共同から除名された。
同時に、残された本多延嘉（後の中核派の指導者）らRMGも黒田寛一の後を追って革共同を離党する。
そして、本多延嘉は黒田寛一とともに「反帝・反スターリン主義」をテーゼとする「革命的共産主義者同盟全国委員会」（革共同全国委）を結成し、黒田寛一は議長、本多延嘉は書記長に就任した（革共同第二次分裂）。
さらに革共同全国委は「共産主義者同盟」（ブント）とその学生組織である「社会主義学生同盟」（社学同）に対抗する形で、自分たち独自の学生組織として「マルクス主義学生同盟」（マル学同）を結成し、60年安保闘争を追い風にして勢力を拡大させた。
安保闘争後はブントが闘争の総括を巡り組織が内部分裂したが、革共同全国委は組織をそのまま維持し存続した結果、崩壊していったブントから多数の活動家たちが出て、革共同全国委は彼らを組織に受け入れていった。この時、ブントから流入した活動家の中には清水丈夫、北小路敏、陶山健一など、後の中核派幹部の姿もあった。
1962年（昭和37年）6月、第6回参議院議員通常選挙が行われ、その全国区に黒田寛一が革共同全国委（マルクス主義青年労働者同盟、全学連推選）の公認候補として擁立され、選挙に出馬することになった。その時、黒田寛一は選挙スローガンに「米ソ核実験反対」「憲法改悪阻止」「大学管理制度改悪粉砕」「闘う労働者党を創ろう」「帝国主義打倒、ソ連官僚主義打倒」を掲げて選挙戦を戦ったが、組織の力が及ばず選挙結果は得票数約23,000票余りで落選した。
一方、右翼団体の大日本愛国党総裁の赤尾敏は、同選挙において120,000票余りを獲得した。黒田寛一は票の数で赤尾敏に大差で負けたのであり、これは黒田にとって大惨敗・大敗北であり、この選挙結果が革共同全国委の中で組織の対立を生み、その後、「中核派」と「革マル派」に分裂する原因となっていく。

### 誕生
1962年（昭和37年）9月、第三回革共同全国委総会（いわゆる「三全総」）が開かれ、党建設方式や労働運動戦術を巡り、「本多派」と「黒田派」が対立した。その対立は組織を二分するほどの大論争に発展し、三全総から半年後の1963年（昭和38年）4月、ついに革共同全国委の議長黒田寛一や副議長松崎明らが革共同全国委を離党する。そして、黒田寛一や松崎明らは革共同全国委から分離する形で自分たちの新しい組織「日本革命的共産主義者同盟革命的マルクス主義派」（革マル派）を結成する。
一方、そのまま残った「革共同全国委」（本多派）は現在の「中核派」となっていくのである（革共同第三次分裂）。
なお「中核派」の名称であるが、本多派が全国委政治局の多数を握ったことから、正式名称は引き続き「革共同全国委」のままだが、学生組織「マルクス主義学生同盟」（マル学同）の多数は黒田寛一に味方・支持した為(都内での本多派の学生は僅か7人であったという(7人の侍))、革共同全国委は新たな学生組織を作ることになった。その組織の名称は当時の機関紙名の「中核」にちなんで組織の新名称を、「マルクス主義学生同盟中核派」にして、その後、上部組織の「革共同全国委」も「中核派」と呼ばれるようになった。
1965年（昭和40年）には、参院選の全国区に関西地方委員会副議長の浜野哲夫（池内史郎）が中核派・長崎造船社会主義研究会・共産主義者同盟マルクス主義戦線派（マル戦派）3派の統一候補として、「社会主義労働者戦線」公認で出馬し、約28,000票を獲得し落選した（後に除名）。

### 70年安保・沖縄闘争
1960年代後半からベトナム戦争は激しさを増していった。そして、世界各地では反戦運動が高まる中で、一貫してアメリカのベトナム戦争を支持していた当時の佐藤栄作首相が1967年（昭和42年）10月8日に、南ベトナムを訪問することになった。この時、佐藤栄作首相が羽田空港に行くのを途中で阻止しようとして三派全学連（中核派、ブント、社青同解放派系自治会で構成する全学連）や反戦青年委員会が集まり、初めてヘルメットと角材で「武装」して、警察の機動隊を突破しようとした（「羽田闘争」）。
この事件以降、急進的な学生や青年労働者たちは、1968年（昭和43年）1月の佐世保基地における「原子力空母エンタープライズ寄港阻止闘争」や同年の「10.21国際反戦デー闘争（新宿騒乱）」など、「ベトナム反戦-日本の参戦国化阻止」を掲げて激しい街頭闘争を繰り広げることになる。
この時、中核派はこれらの闘争を「70年安保の前哨戦」と位置づけ、「激動の7ヶ月」と呼称して全力突入、その動員力、戦闘性において群を抜く存在だった。
また同時期、学生運動では当時世界的に広がったステューデント・パワーが、東大、日大をはじめ日本全国の大学にも波及し、全学ストライキとバリケード封鎖の嵐が巻き起こった。それは既成自治会を飛び越えて作られた「全学共闘会議」が主導することが多く、この時期の学生運動は「全共闘運動」とも呼ばれた。この流れに、中核派、及び、新左翼諸党派は、この「学生反乱」を「70年安保闘争」と一体のものとして参画していくことになる。
その後、中核派は警察の取り締まりによって組織が弱体化していき、1970年（昭和45年）6月の「日米安保条約」の自動延長に際しては「ゲバルト＝街頭実力闘争」を手控えた。
1971年には、中核派の戦闘力は回復し、ふたたび激しい街頭闘争を展開することになる。三里塚闘争における3月、9月の行政代執行（強制代執行）には、中核派は他の新左翼党派と同様に組織を挙げて現地闘争に参加した。
また、中核派は、同時期の「沖縄返還闘争」（中核派のスローガンは「沖縄奪還」）にも熱心に取り組み、「10.21国際反戦デー」、大坂正明が機動隊員を焼殺したとされる「渋谷暴動事件」、松本楼放火で警備員を殺害した「日比谷暴動事件」を起こした。
これらの事件は、「日本帝国主義はすでに政治的には崩壊状態であり、機動隊によってかろうじて維持されている機動隊国家である」という情勢認識に基づいている。したがって、「機動隊せん滅」という警察官を殺傷する行為は、中核派の戦う目的にも含まれ、それは公然とスローガンとして掲げられた。
この一連の「沖縄決戦」において中核派は大量の逮捕者を出したが、1968年（昭和43年）の時期と比べると大衆的な広がりをもったとは言えず政治的な成果は乏しいものだった。また、革マル派の武装襲撃とそれに対する報復もこの時期に激しさを増し、1970年日米安保・沖縄闘争における敗北感と路線喪失が次の時期の「内ゲバの季節」につながっていくのである。

### 内ゲバの激化
70年安保闘争の時、中核派を始めとする多くの新左翼党派は街頭実力闘争に熱心に取り組んだ。それに対して、革マル派は組織の維持拡大を重視して、積極的に各大学自治会の支配権を掌握しようとした。革マル派は中核派の街頭実力闘争を「権力に対する挑発行為」として批判した。
しかし、東大闘争において1969年（昭和44年）1月の機動隊導入の直前に革マル派は「敵前逃亡」し、これによって、革マル派は各大学から完全に孤立した。そこで革マル派は「暴力的党派闘争による他党派解体と勢力拡大」を目指す路線に変更し、民主青年同盟ならびに全ての新左翼、さらにはノンセクトに対してまで暴力的襲撃をはじめた。
とりわけ、革マル派は新左翼党派で同じく最大級の規模を持つ中核派と解放派に対しては激しく暴力的襲撃を行なった。この時、中核派は街頭実力闘争による大量逮捕で組織を弱体化させていたので、この革マル派の攻撃で中核派は一時大きなダメージを受けた。しかし、その後、中核派と解放派は自分たちの組織を「軍隊化」させていき、革マル派に対して暴力的報復を開始する。
そして、中核派・解放派と革マル派の間で「内ゲバ」が本格的に始まった。この両者の戦いは、壮絶な戦いであり、双方に多くの犠牲者を出した。また、その戦いは、悲しみ、憎しみによる復讐の連鎖を生み、やがて互いの組織壊滅を目的とした、凄惨な「殺し合い」へとエスカレートしていく。そして、血で血を洗うこれらの「内ゲバ」は学生運動を弱体化させ、失望する人も増えていき、一般の大衆、一般の学生たちが新左翼から離れてゆく大きな原因となった。
1975年（昭和50年）3月14日、中核派の最高指導者だった本多延嘉が革マル派の構成員によって殺害される事件が起きた。（「中核派書記長内ゲバ殺人事件」）。
この「最高指導者の暗殺」という大きな事態に中核派'革マル派幹部である「黒田寛一、松崎明、土門肇の革命的処刑」を宣言し、凄まじい報復を行った。しかし、現在に至るまで3氏の「革命的処刑」は実現していない（黒田寛一は2006年に、松崎明は2010年にそれぞれ病死している。中核派は黒田の死について「恥多き死を強制した」と称している）。
中核派の「軍事部門」を指揮してきた清水丈夫がまとめた統計によると「73年9.21以来の中核派の対革マル派『赤色テロ』は件数で436戦闘、『完全殲滅』（死亡）43人、そのうち、75年3.14（革マル派による本多殺害）以後の革マル派の死亡は31人」。革マル派と解放派の抗争は「内ゲバ戦争」となり、その死者の数は百名近くになった。この「内ゲバ戦争」の被害は両派とは関係のない一般人にまで及んでいる。
1974年（昭和49年）2月6日に琉球大学構内で中核派が革マル派と誤認して無関係な一般学生を殺害するなど、中核派は一般人を革マル派と間違って襲撃する「誤爆」事件を複数起こしている。
このような一般人の巻き添えについては、中核派はそもそも誤爆であると認めておらず、したがって、これまでのところ被害者に対する謝罪などはほとんど行われていない（例外として、在日朝鮮人の女性を負傷させた際に、在日本大韓民国民団（民団）と在日本朝鮮人総聯合会（朝鮮総連）による「組織的な抗議」を受けて、謝罪を表明した事がある）。
1980年代に入ると、三里塚闘争（成田空港問題）で、三里塚芝山連合空港反対同盟は「一坪再共有化運動」の是非を巡って内部で意見対立が起こった。やがて、それは、賛成派と反対派に分かれて意見がぶつかり合った。
共有化運動を推進したのは「熱田派」と呼ばれ、第四インター統一書記局派（「第四インター派」）らが支持した。共有化運動を「土地の売り渡し」「金儲け運動」として反対したのは「北原派」で、中核派・革労協狭間派らがこれを支持した。
この三里塚芝山連合空港反対同盟の内部対立は、その後、それぞれの支援党派の対立にまで発展してゆく。中核派は、第四インター派を「公団に土地を売り渡そうとする新しい型の反革命」と規定した。
そして1984年（昭和59年）1月、中核派は全国一斉に五箇所の第四インター派メンバー宅を襲撃し、7月にふたたび一斉に三箇所の第四インター派メンバー宅を襲撃した。これらのテロによって8人が重傷を負い、その内一人は頭蓋骨陥没、一人が片足切断の重傷となった。『前進』紙上でこのテロの「戦果」を発表した際には（同年1月23日付1169号と同年7月23日付1195号）、襲撃した第四インター派メンバーの本名と職場、そして地番までの住所を掲載した。
さらに中核派は、第四インター派のメンバーや「熱田派」所属の空港反対派農家、あるいは「一坪共有者」の自宅や勤務先に押しかけたり、脅迫電話を掛けて「次はお前だ」などと組織的に恫喝を展開した。
千葉県収用委員会会長襲撃事件では中核派は犯行声明を発表した。また、成田現地闘争の際には、中核派は熱田派所属の農家や、1987年（昭和62年）に、北原派から離脱した小川派の農家の軒先で、名指しで「脱落派○○を粉砕するぞ」とシュプレヒコールをあげるなどした。
ところが1988年（昭和63年）に、中核派は「脱落派の再共有化に応じた人びとを含む全国千二百人の一坪共有者に訴える。その権利を絶対に守り抜くことは人民の正義であり、三里塚闘争勝利のために不可欠である」とした。ただし、第四インター派へのテロや非北原派の反対派農家への恫喝について何の謝罪はしていない。
ただし、「中央派」と決別した「革命的共産主義者同盟再建協議会」（いわゆる「関西派」。「中央派」は「塩川一派」と呼称）が2009年（平成21年）に第四インターへのテロについて、「革命軍戦闘という方法での軍事的せん滅戦は、明らかな誤りであった」と「階級全体」に自己批判するとしているが、第四インターや被害者への謝罪はしていない。なお「中央派」は「関西派」のこの自己批判に対し、「塩川一派の敵対粉砕を 第四インターに『自己批判』し三里塚闘争の原則解体に走る」という声明を発表した。
第四インターへのこうした内ゲバに対しては、被害を受けた第四インターからはもちろんのこと、外部からも中核派に批判が集中した。のちに中核派を離脱した小西誠によると、中核派組織内においてすら批判的な声は少なくなかったが、中核派の指導部の「批判するものは組織を去れ」という統制によって、中核派内部の批判が公然化することはなかったという。
この第四インターへの中核派の内ゲバは、世間に大きな失望を与えた。それまで新左翼各党派や各種の大衆運動界隈の一部にあった中核派に対する好意的空気、同情的空気がなくなってしまった。また、この三里塚闘争の分裂は、各種の大衆運動の分裂へと波及し、中核派はいくつかの大衆運動から、革マル派とともに排除されるようになった。当時の中核派は、統一戦線より独自路線による運動展開を優先した側面もある。

### テロ・ゲリラ闘争の激発[要出典]
全共闘運動当時のような、大衆的な拡大・勢いを失った中核派は、その後、1980年代に入って、ゲリラ闘争にその活路を見出し、数々のテロリズムを引き起こした。
中核派の非公然組織「革命軍（秘密部隊）」は、これまでに、運輸省（現・国土交通省）幹部宅や新東京国際空港公団（現・成田国際空港株式会社）幹部職員宅などに対する爆破・放火・放火未遂ゲリラ事件、脅迫事件を数十回も引き起こした。
また、中核派は自分たちが敵とみなした人々の住所等の個人情報や弱みを調べ上げ、「共有・拡散」と称して不特定多数の人々に対し流出させて無用の紛議を煽り、事業を続けることができないようにしたり、精神的なプレッシャーをかけて、中核派の要求を呑ませるという嫌がらせ問題を起こした。
また、自由民主党本部（自由民主党本部放火襲撃事件）や空港施設などを狙った火炎瓶や火炎放射器を用いた放火ゲリラ事件、警察署襲撃事件、警察宿舎への放火ゲリラ事件、国電同時多発ゲリラ事件など、150件を超える事件を引き起こした。
1985年（昭和60年）頃からは、圧力釜爆弾・時限発火装置の製造や、飛距離が数キロメートルに及ぶ迫撃弾・ロケット砲も使用するようになった。1985年（昭和60年）10月20日には、革労協などと共に10.20成田現地闘争で機動隊と大規模に衝突し、1986年の第12回先進国首脳会議では、新東京国際空港と迎賓館に向けて、迫撃弾と飛翔弾（ロケット弾）を発射する事件、放火事件を起こした。
1988年（昭和63年）9月21日には、千葉市内の路上で、当時千葉県収用委員会会長で弁護士の小川彰を襲撃している（千葉県収用委員会会長襲撃事件）。小川弁護士は全身を革命軍から鉄パイプで殴られ、両足と左腕を骨折するという重傷を負った（その後、小川弁護士は2003年〈平成15年〉7月にこのテロの後遺症を苦に自殺する）。
このテロ行為に中核派は犯行声明を出し、「収用委員会解体闘争」と称して「電話と手紙を集中せよ」として、他の収用委員全員の住所と電話番号を、機関紙『前進』に掲載した。中核派は収用委員およびその親族に対し大量の脅迫状と脅迫電話を送りつける手口で「家族ごと殺す」などと脅迫を行い、千葉県収用委員会脅迫電話事件等が発生した。その結果として翌月に遂には収用委員全員が辞任する事態となる（千葉県収用委員会は2004年〈平成16年〉に再建された）。
中核派による闘争が最も激しかったのは、昭和天皇崩御と皇太子明仁親王（現在は上皇）の天皇即位に関連して、1989年（昭和64年 / 平成元年）から約2年間の「天皇決戦」であった。中核派は、「大嘗祭粉砕」と称して、「一切が軍事的決着として帰結する死闘戦」を行うことを宣言。大山祇神社や秋田県護国神社等の旧日本軍の戦史に繋がる神社や、三千院・仁和寺・青蓮院など、皇室とゆかりの深い神社仏閣に対する器物損壊・放火事件を起こした「京都寺社等同時放火事件」を皮切りに、伊勢神宮に対する迫撃弾発射未遂事件・行政対象暴力事件、企業恫喝事件、造船所放火事件、成田空港襲撃未遂事件、新東京国際空港公団関係者脅迫事件、成田空港行き京成電鉄列車への放火事件など、124件ものテロ・ゲリラ事件を引き起こした。
これらの中核派による「ゲリラ闘争」に関連して、複数のゲリラ事件で一般人の巻き添えと犠牲者を出している。1975年（昭和50年）9月4日、中核派活動家が横須賀緑荘アジトで爆弾を製造しているところ、誤って爆発させ、同アパート住人2名が死亡（中核派活動家も3名死亡）した（横須賀緑荘誤爆事件）。
1983年（昭和58年）6月7日には、千葉県四街道市の成田空港関連の航空燃料用パイプライン輸送敷設工事現場の飯場に放火して、労働者2名を焼死させている（東鉄工業作業員宿舎放火殺人事件）。1984年（昭和59年）10月1日には、佐原市にある成田用水事業の請負業者社長宅を放火（成田用水工事事業者連続放火事件）。社長宅のほかに成田空港問題とは無関係の近接した住宅2棟も全焼させた。これらの「ゲリラ闘争」における一般人の巻き添えについて、中核派は、未だ一つとして被害者遺族らに謝罪も賠償もしていない。
対立党派で宿敵である革マル派との内ゲバも、1980年代に入ると両派ともに組織が「内ゲバ戦争」によって疲弊化したことで徐々に小康化していったが、国鉄分割民営化を巡る過程で、革マル派同盟員と目されていた国鉄動力車労働組合や真国鉄労働組合（真国労）、JR総連の活動家を襲撃するなどした。また、かつて革マル派が行ってきたような大学構内から他党派やノンセクトの活動家を暴力的に排除する「党派による恐怖支配」を、中核派も法政大学・京都大学を始め、各地の大学で強めることになったと語る当時の活動家も存在する。

### 「武装闘争重視」から「5月テーゼ（新指導路線）」へ
テロ・ゲリラ闘争は、警察の徹底的な取り締まりと、運動の孤立化を招く結果となった。さらに中核派の無謀な非公然活動重視、武装闘争路線によって中核派の組織が著しく疲弊・弱体化し、通常の活動もままならなくなる事態となった。そのために、1990年代以後の中核派はテロ・ゲリラなどの武装闘争を控えて組織拡大に重点を置き、市民運動や労働組合への浸透を図る合法的な戦術を採用した。これは1991年（平成3年）に中核派が「将来の革命情勢に備えて、テロ・ゲリラ戦術を行う技術力を堅持しつつも、当面は武装闘争を控え、大衆闘争を基軸に党建設を重視する」との方針を決めた「五月テーゼ」（2003年以降は「新指導路線」と呼んでいる）に基づいた戦術である。ここで注意しなければいけないのは、組織拡大とは単に同派の同盟員を増やすことだけではなく、同派と関連がある労組・団体（影響の程度は団体によってかなり異なる）の拡大や設立、かつてはほとんど関係がなかった団体との交流による影響力拡大も含まれることである。
労働運動の分野では自治体、郵政、教育、JR（国鉄）を「四大産別」として、労組への影響力拡大を図っている。その一環として、中核派は毎年11月頃に「全国労働者総決起集会」を東京で開催しており、2009年（平成21年）に行なわれた「11.1全国労働者総決起集会」では2,300人（警察発表）を動員した。
歴史教科書問題では、中核派は、2005年（平成17年）、新しい歴史教科書をつくる会が執筆した扶桑社発行の 教科書採択反対運動に積極的に介入し、東京都杉並区などで激しい反対運動を起こしている。
東京都杉並区、千葉県勝浦市、大阪府泉佐野市・高槻市・八尾市、沖縄県名護市・読谷村・北中城村などの議会には中核派系の議員がおり、議会への進出度は日本労働党と並び、日本の新左翼の中では屈指である（かつては神奈川県相模原市、静岡県、大阪府東大阪市などにも議員がいた）。東京都知事選で青島幸男、国政選挙で社会民主党（個人では大田昌秀や山城博治ら）、中核派系政治団体「都政を革新する会」の長谷川英憲を支援した。長谷川は、1989年（平成元年）の東京都議選で当選しており、これは新左翼では史上初の都道府県議員であった。2013年には無所属（生活の党、社民党、緑の党グリーンズジャパン、新社会党支援）の山本太郎の支援を訴え、山本が当選している。
NAZEN（すべての原発いますぐなくそう！全国会議）を設立。反原発運動を通じて市民や学生をオルグしている。NAZEN代表は元全学連委員長・織田陽介。
2014年東京都知事選挙では鈴木達夫を支持。公式サイトでも動向を報じ続けた が、得票数12,684で鈴木は落選した（16人中8位）。
2010年代の闘争方針として、中核派政治局は「国鉄闘争」・「改憲阻止・反原発闘争」・「革命的選挙闘争」の三本柱で行うことを機関紙上で表明している。とりわけ杉並区での選挙や東京都知事選挙など、選挙闘争に力を注いでいる。
2014年（平成26年）12月の第47回衆議院議員総選挙に鈴木達夫が東京都第8区から無所属候補として立候補。中核派は機関紙等で鈴木の動向を大きく報じ続け、また、選挙区で大規模な選挙運動を展開したが、得票数16,981で最下位で落選した。

### 第六回全国大会
2001年（平成13年）前半に「第六回全国大会」を開催した。
「第六回全国大会」では、黒田寛一の主張する哲学（いわゆる「黒田哲学」）の徹底批判がおこなわれ、革マル派に対する「勝利宣言」が出された。また、中核派批判を行なっていた白井朗元政治局員への「粉砕」宣言がなされた。なお翌年の2002年12月に白井朗は中核派によって襲撃され、中核派から分裂した革共同再建協は、白井朗への組織的なテロを謝罪する声明を発表した。

### 「党の革命」と内部の分裂・確執
1997年（平成9年）以降、中核派の指導体制は議長：清水丈夫、副議長：中野洋（安田）、書記長：天田三紀夫として確立された。しかし、清水丈夫による党内の独裁体制、中野洋による労働運動重視（のちの「関西派」は動労千葉至上主義と批判）の指導方針について党内で次第に対立が生じた。
2006年（平成18年）「関西委員会指導部の腐敗、堕落」を訴えて関西を中心とする党員の一部が「決起」（3・14決起）、関西地方委員会の議長であった与田を追放し、指導部に対して自己批判、路線の転換を求めた。これら内部の動きについて指導部は、クーデターである、と判断し、統制を行おうとしたものの逆に内部の強い反発を招いた。これをきっかけに、党組織は「動労千葉派」を自称し労組内での主導権を重視する清水議長、中野（安田）副議長を中心とした「労働戦線派」（または「中央派」もしくは「安田・中野派」）と、これまでの路線を踏襲し、各方面での大衆運動に関わることを重視する関西地方委員会中心の「諸戦線派」（いわゆる「関西派」、「中央派」は「塩川派〈塩川一派〉」と呼称。後の革命的共産主義者同盟再建協議会）へと分裂していく。その過程で、九州を中心とした平田派（その中心は元政治局員の永瀬か）も離脱した。さらに、全国各地で「反中央派」とされた党員に除名などの処分が行なわれた。これらの一連の動きを、中央派は「党の革命」と呼称している。
これら両派の対立の背景には急激な路線転換の際に切り捨てられた「革命軍」の兵士たちの処遇をめぐる確執があるものとの推測もある。2006年（平成18年）に現役杉並区議2名も、議会闘争方針の対立から中核派の政治団体「都政を革新する会」から離脱（のちに中核派から除名処分）し、「無所属区民派」を結成した。さらには運動の進め方を労働戦線に集中して、部落解放闘争を労働戦線の付随とするような運動方針をめぐって、これまで共闘関係にあった部落解放同盟全国連合会（全国連）とも関係が悪化し、中核派系全学連学生の発言をきっかけに、2008年（平成20年）2月には全国連から「広島差別事件」として糾弾を受ける立場になった。
中核派はこの問題において、糾弾を受けた2月時点では沈黙していたが、4月になって全国連を「旧与田一派」と規定して、「広島差別事件はデッチ上げだ」などと機関紙で公然と批判し始め、公式サイトから全国連サイトへのリンクを削除した。対する全国連側も中核派との「関係断絶」を宣言したほか、2009年（平成21年）11月には中核派と共闘関係を維持している「西郡支部」（大阪）、「杉並支部」（東京）、「品川支部」（同）の3支部に対し、「支部承認の取り消し」などといった「統制処分」を通告するなど、両者の関係は断絶状態となっている（のちに「西郡支部」などは、2013年〈平成25年〉7月に新組織「全国水平同盟」を立ち上げた）。更に杉並では都革新と無所属区民派の間で裁判沙汰となっており、対立が広がっている。
前進社関西支社を拠点として、中央派に対抗して革共同関西地方委員会は機関紙『革共同通信』、理論誌『展望』を発行し執行部批判などを行っていたが、2008年（平成20年）5月に反中央派が結集し革命的共産主義者同盟再建協議会を結成、その後2009年（平成21年）以降機関紙名を『未来』へ改題した。従来はその主張について中央派批判を中心としていたが、現在では独自の運動方針を積極的に進めるようになっており、関西で活動している他の新左翼グループ、特にブント系の組織などに接近して共闘関係を組むよう模索している。その過程で1984年（昭和59年）の第四インターに対するテロルについての「自己批判文書」が発表された。ただし、この自己批判は「内ゲバ」そのものを否定したものではないうえ、政治的思惑の産物とも見られており、旧第四インター各派は反発する姿勢を見せている。また、中央派は『前進』2380号（2009年2月23日）にて「塩川一派の敵対粉砕を 第四インターに『自己批判』し三里塚闘争の原則解体に走る 」という声明を発表した。

### 年表
- 1956年（昭和31年）
  - 10月 ハンガリー革命がソ連によって弾圧。反乱したハンガリー労働者を支持する反スターリン主義運動が始まる。
- 1957年（昭和32年）
  - 1月 黒田寛一や太田竜らを中心として、日本トロツキスト聯盟が結成される。
  - 12月 名称を、日本トロツキスト聯盟から、革命的共産主義者同盟（革共同）に改称。
  - 太田らが中心のトロツキー派と、反スターリン派の黒田寛一・本多延嘉ら「革命的マルクス主義者グループ」（RMG）が対立していく。
- 1958年（昭和33年）
  - 7月 太田派が革共同から離脱し、日本トロツキスト同志会を結成（革共同第一次分裂）。
- 1959年（昭和34年）
  - 8月 日本民主青年同盟の情報を警視庁に売ろうとしていたことを理由に、黒田が革共同から除名される。その後を追うように、本多延嘉らRMGのメンバーも革共同から離脱。反帝国主義・反スターリン主義の基本戦略を掲げて、革命的共産主義者同盟全国委員会（革共同全国委）が結成される（革共同第二次分裂）。
- 1960年（昭和35年）
  - 4月 マル学同（革共同の学生組織）結成。
  - 6月 安保闘争
- 1961年（昭和36年）
  - 3月 分裂したブント（共産主義者同盟）の半数が革共同へ移行する。中核派これをもって新左翼は革命的に統一されたとする。
  - 4月 全学連第17回大会。ヘゲモニーをめぐりマル学同と「つるや連合」（ブント・社青同解放派）などが衝突。マル学同は角材で武装して突撃。
- 1962年（昭和37年）
  - 6月 第6回参議院議員通常選挙に黒田寛一が出馬するも、落選。
  - 9月 革共同第3回全国委員会総会（3全総）。社会党・共産党をのりこえて階級闘争を戦闘的に推進していくことを確認。議長・黒田寛一派と書記長・本多延嘉派の対立が表面化する。
  - 10月末 政治局内の本多延嘉が「本多フラクション（本多、野島、陶山、北川、白井）」を発足。
- 1963年（昭和38年）
  - 4月 黒田派が脱党して革マル派を結成。執行部を抑えた本多派は中核派を形成する（革共同第三次分裂）。中核派はブント、解放派、構造改革派（構改派）と連合4派を組み、全学連を独占する革マル派と対抗していく。
  - 9月13日 「清水谷公園乱闘事件」- 中核派ら連合4派250名が集会しているところへ、革マル派150名が押しかけ、角材で乱闘。
- 1964年（昭和39年）
  - 7月2日 「早大殴り込み事件」- 革マル派の拠点である早大に、中核派、解放派、構改派の3派が殴り込み。投石、角材で渡り合う。
  - 7月 全学連第20回大会。会場を占拠する革マル派に対し、中核派130名がスクラムを組んで突入し激突。
- 1965年（昭和40年）
  - 連合4派から構改派が抜け落ちた中核派、社学同、解放派が三派都学連を結成。
  - 日韓闘争（日韓条約締結反対闘争）。学生運動の復活が始まる。
- 1966年（昭和41年）
  - 革共同第3回全国大会 - 安保粉砕・日本帝国主義打倒の基本路線をうちだす。そのもとで70年安保・沖縄闘争に突入していく。
- 1967年（昭和42年）
  - 10月20日 10・8羽田闘争。佐藤首相（当時）の南ベトナム訪問阻止闘争。三派全学連を構成する中核派はヘルメットと角材で武装して弁天橋で機動隊と激突。この闘いで中核派学生・山崎博昭が死亡。
  - 11月第二次羽田闘争
- 1968年（昭和43年）
  - 1月 米原子力空母エンタープライズ佐世保寄港阻止闘争。佐世保市民の支持を得る。[要出典]
  - 2月 - 王子闘争。市民が騒乱に加勢する。3月28日のデモで49人が基地内に突入。
  - 10月21日 10・21国際反戦デー。都内各地で諸セクトが決起する中、中核派部隊は米軍タンク車の輸送を阻止するため新宿駅で闘争。新宿は20,000人の群衆が暴動に加わり、騒乱罪が適用された。
  - 11月21日 東大・日大闘争勝利全国学生総決起大会。
  - 日大・東大を先頭に全国で大学闘争が高揚。
- 1969年（昭和44年）
  - 1月18日 - 19日 東大安田砦攻防戦。中核派は法研棟を死守。
  - 4月27日 本多延嘉が破壊活動防止法違反（予備・陰謀）で逮捕される。
  - 4月28日 4・28沖縄闘争。銀座で市街戦。
  - 6月 都議会選挙。北小路敏が出馬するも落選。
  - 8日 アスパック粉砕闘争。中核派学生の乗っていた電車車両が切り離され全員逮捕。
  - 8月17日 - 18日 広島大学闘争。
  - 9月20日 - 22日 京大時計台闘争。
  - 10月 - 11月 「第1の11月決戦」――「沖縄奪還、安保粉砕・日帝打倒」「日帝のアジア侵略を内乱に転化せよ」のスローガンのもとに学生とともに労働者が武装闘争に決起した。
  - 10月21日 国際反戦デー。新宿で市街戦。1,600人逮捕（半数は労働者）。
  - 11月16日 - 17日 佐藤訪米阻止闘争。蒲田で市街戦。2,500人逮捕（半数は労働者）。
    - 16日 中核派主力は午後3時30分、東京駅に約200名の部隊を結集、途中品川駅で200の部隊と合流して400の部隊で午後4時20分に京浜東北線蒲田駅東口に到着。機動隊との戦闘状態に入り、火炎瓶と催涙弾が応酬するが、20分で壊滅した。あとは電車が到着するたび200、100の小部隊が投入されるが次々に粉砕されてしまう。
- 1970年（昭和45年）
  - 4月28日 全国全共闘と全国反戦、6月行動委が共催の4・28闘争。デモ解散地に革マル派1,000人が突入しようとするが入場を阻止。
  - 6月 安保闘争 - 武装をひかえた肉弾デモで闘う。
  - 7月7日 中国人青年からの糾弾を受けて自己批判を行い、「連帯戦略」を形成・深化させる（「7・7自己批判」）。以降、中核派はありとあらゆる反権力的な大衆闘争に積極的に関わるようになる。
  - 8月4日 東京教育大学（現筑波大学）学生で革マル派の海老原俊夫を法政大学構内で殺害（東京教育大学生リンチ殺人事件）。夕刻から革共同大政治集会。
- 1971年（昭和46年）
  - 1969年（昭和44年）のダメージのため1970年（昭和45年）は武装実力を控えていたが1971年に入り戦闘力が復活。現段階は1969年（昭和44年）11月決戦で質的に一歩高めた階級闘争を、さらにもう一歩すすめるための「死闘的調整期」であるとした。
  - 2月 三里塚第一次土地強制収用阻止闘争。3週間、激しい闘争が繰り広げられた。
  - 3月 破壊活動防止法違反で逮捕され、2年近く拘留されていた本多延嘉が解放。
  - 6月15日 - 17日 沖縄返還協定阻止闘争。
    - 17日 1969年（昭和44年）並の武闘が復活。明治公園に中核派を中心とする20,000人のデモ隊が結集、公園周辺にバリケードを築き1時間にわたって解放区を現出。デモ隊に紛れ込んだ赤軍派により爆弾が投じられ大混乱に。逮捕者732人。

  - 7月 三里塚農民放送塔死守闘争。ダイナマイトが使用される。
  - 8月4日 革共同大政治集会 - 秋期大決戦突入の号令。大衆によるコザ暴動、三里塚での農民の闘い、ノンセクトの爆弾闘争の頻発。これらの事件に中核派は影響を受け、「全人民的規模での『10・8』を!」と呼びかける。
  - 9月 「三里塚決戦」第二次土地強制収用阻止闘争。中核派は数千人を投入。
    - 25日 「天皇訪欧糾弾」などを掲げて皇居内に侵入し、発煙筒などを投げつける。4人逮捕[17]。

  - 10月20日 革マル派の美術学校生・水山を横浜国立大学構内で殺害。
    - 21日 10・21闘争。ゲリラ戦の号令。新橋、有楽町で解放区型闘争。210人逮捕。
    - 23日 首都圏の中核派拠点大学に革マル派がテロ攻撃。

  - 11月14日 沖縄返還批准阻止を掲げて渋谷で機動隊と衝突し、1人を殺害する（渋谷暴動事件）。池袋で発生したデモ隊と機動隊の衝突で永田典子が死亡。
    - 19日 日比谷松本楼を放火、警備員を殺害。

  - 12月4日 中核派の学生2人が関西大学構内で革マル派により殺害される（関西大学構内内ゲバ殺人事件）。
- 1973年（昭和48年）
  - 3月 対革マル戦争の路線対立で政治局員・田川和夫を除名。
  - 9月 部落問題をめぐる意見の対立から沢山保太郎を除名。
- 1974年（昭和49年）
  - 2月6日 無関係の一般学生を「革マル派メンバー」として琉球大学構内で殺害（琉球大学内ゲバ誤認殺人事件）。
- 1975年（昭和50年）
  - 3月6日 革マル派の機関紙「解放」発行責任者・堀内利昭（難波力）を、東京都渋谷区日通航空新宿営業所内で鉄パイプで襲撃し殺害。
  - 3月14日午前3時頃 中核派最高指導者本多延嘉が川口市戸塚のアパートで革マル派に殺害される（中核派書記長内ゲバ殺人事件）。
  - 3月16日 中核派が記者会見。革マル派幹部である黒田寛一、松崎明、土門肇の「革命的処刑」など、革マル派への全面復讐を宣言。
  - 3月20日午前0時過ぎ 革マル派の岡本良治及び中島章ら3人が潜伏していた荒川区東日暮里今村のマンションに、鉄製の三段式のはしごで侵入。3人をバールで殴打し殺害。
  - 3月27日午後4時40分 革マル派の川崎市職員を神奈川県川崎市役所裏で鉄パイプで襲撃し殺害。初の女性死者（川崎市女子職員内ゲバ殺人事件）。
  - 4月1日午後10時過ぎ 革マル派千葉県委員長・船崎新を東京都墨田区内の喫茶店で殺害。
- 1978年（昭和53年）
  - 5月5日 車両基地に留置していた京成電鉄のスカイライナーAE型に時限発火装置を仕掛けて全焼させる（京成スカイライナー放火事件）。
- 1980年（昭和55年）
  - 対革マル戦争を担いロンドンに亡命していた上口孝夫が帰国し、正統本多派と称して「『勝利に向っての試練』編集委員会」（試練派）を立ち上げ、中核派から分裂した（後に試練派は1983年〈昭和58年〉、第四インターに近づくが失敗し、1986年〈昭和61年〉に「第四インターナショナル・ボルシェヴィキ派〈準備委員会〉」〈ボル派〉を結成し、機関誌『ボルシェヴィキ』を創刊した）。
  - 10月30日 大田区南千束の路上で革マル派活動家を襲撃。一度に5人を殺害。
- 1981年（昭和56年）
  - 6月8日　地下軍事組織である「人民革命軍」が、火炎放射器で霞が関中央合同庁舎第3号館（運輸省、建設省）を襲撃。外壁を焼き、1階から8階までの窓やブラインドを破壊する。
- 1983年（昭和58年）
  - 3月8日 主に「一坪再共有化運動」の是非をめぐって三里塚芝山連合空港反対同盟が分裂。「再共有化運動」に反対した中核派は、「北原派」を支持する。
- 1984年（昭和59年）
  - 1月9日 全国一斉に五箇所の第四インター派メンバー宅を襲撃。一人に頭蓋骨陥没させる重傷を負わせる[18]。
  - 7月 全国一斉にふたたび三箇所の第四インター派メンバー宅を襲撃。一人に片足切断の重傷を負わせる。
  - 9月19日 地下軍事組織である「人民革命軍」が、火炎放射器で永田町の自由民主党本部を襲撃。本部ビルの一部を焼失させる（自由民主党本部放火襲撃事件）。実行犯として中核派活動家1人が逮捕されたが、後の裁判で無罪が確定している。
- 1985年（昭和60年）
  - 10月20日 三里塚第一公園での集会後、三里塚交差点付近で丸太、鉄パイプ、火炎瓶などを武器に機動隊と大規模衝突。機動隊員に重傷者9名を含む59名に重軽傷を負わせたほか、活動家らが多数逮捕される（10.20成田現地闘争）。
  - 11月29日 首都圏・大阪地区の国電運転線区で同時多発的に通信ケーブルを切断。さらに、浅草橋駅に突入・占拠し、放火（国電同時多発ゲリラ事件）。以降、街頭実力闘争は行っていない。
- 1986年（昭和61年）
  - 1月20日 中核派全学連の副委員長代行を務めていた京都大学学生福島慎一郎が、一般学生に扮した数人の革マル派武闘派の鉄パイプによる襲撃で白昼の京大教養部構内にて殺害される。
  - 4月15日 在日米軍の横田飛行場を狙って、車の荷台から「迫撃弾」と称した金属の塊5個を射ち込む。
  - 5月4日 東京サミットの式典会場となっていた迎賓館などを狙って、近くのマンションから「迫撃弾」「飛翔弾」と称した発射物5発を射ち込む（迎賓館ロケット弾事件）。その後、実行犯として中核派活動家4人が逮捕・起訴される。
- 1988年（昭和63年）
  - 7月1日 京都大学で、中核派活動家6人が革マル派の襲撃を受け負傷。
  - 9月21日 千葉県収用委員会会長で弁護士の小川彰を鉄パイプで襲撃し、両足と左腕を骨折させる重傷を負わせる（千葉県収用委員会会長襲撃事件）。それとともに「収用委員会解体闘争」として収用委員全員に組織的に脅迫じみた手紙、電話などを送り続け、翌月、収用委員全員が辞任し千葉県収用委員会の機能が完全に停止する。
- 1989年（昭和64年 / 平成元年）
  - 2月8日 東鉄労（現JR東労組）水戸地本組織部長を襲撃し殺害。
  - 7月3日 東京都議会選挙で中核派系とされる長谷川英憲（杉並選挙区）が当選（「杉並革新連盟」として出馬、のちに「都政を革新する会〈都革新〉」と改称）。
- 1990年（平成2年）
  - 3月14日 3.14原子力関係団体に対する同時「ゲリラ事件」で、消火活動にあたった消防士が殉職[18]。
  - 4月12日 日本飛行機専務宅放火殺人事件[18][19]
  - 11月12日　即位の礼に合わせ都内30数か所で迫撃弾の発射や列車運行装置の破壊などの同時多発ゲリラを行う。
- 1991年（平成3年）
  - 5月1日 JR東労組水戸地方本部組織部長を襲撃し殺害。
  - 5月 「五月テーゼ」（2003年〈平成15年〉以降は「新指導路線」と呼称）を決定。
  - 9月4日 外務省審議官実父宅放火殺人事件他、同時ゲリラ事件[18]。
- 1997年（平成9年）
  - 年末 第20回拡大全国委員会総会（20全総）。議長に清水丈夫を、書記長に天田三紀夫をそれぞれ選出。
- 1998年（平成10年）
  - 2月25日 革命軍が東京都世田谷区桜丘の運輸省（現・国土交通省）元航空局長の新築中の住宅に時限式発火装置を仕掛け、放火。「『成田空港二〇〇〇年平行滑走路完成』攻撃を絶対に粉砕することを明らかにする戦闘宣言」と発表。
- 1999年（平成11年）
  - 11月8日 新東京国際空港公団（現・成田国際空港株式会社）次長の自宅に時限式発火装置を仕掛け、放火[18]。
- 2000年（平成12年）
  - 6月5日 公式サイトを開設。
  - 8月26日 運輸省（現・国土交通省）幹部の車両に時限式発火装置を仕掛け、放火。革命軍が「農民の営農破壊、生活破壊のためだけに暫定滑走路工事を強行してきた張本人」「強烈無比の爆破戦闘は、乗用車を大破し、家屋をも徹底的に破壊した」と軍報。
- 2001年（平成13年）
  - 前半頃 「革共同第6回全国大会」を開催。「黒田哲学」に対する批判と、革マル派に対する「勝利宣言」が出される。
- 2002年（平成14年）
  - 4月22日 千葉県職員宅に時限式発火装置を仕掛け、放火[18]。
  - 5月27日 鉄建公団訴訟をおこした国労闘争団員に対し、国労本部は除名を含めた統制処分をかけようとして国労臨時大会を開催した。中核派幹部や活動家、国労組合員が、会場前でビラまき中に国労幹部に殴る、蹴る、首を絞めるなどの暴行をしたとして、10月7日、警視庁公安部は、国労闘争団員2人を含む国労組合員5人と中核派3人を逮捕した。検察は勾留満期の10月28日、8人のうち6人すなわち国労組合員5人全員と中核派1人を起訴。中核派2人は釈放された。その翌日の29日、警視庁公安部は国労組合員2人をさらに逮捕した。11月18日、2人とも起訴された。中核派はこの事件を「国労5.27臨大闘争弾圧」として徹底抗戦。一審で暴処法の適用と共謀の存在はいずれも退けられ、中核派1人は無罪確定。国労組合員は最高裁で罰金刑確定。
  - 12月18日 中核派元幹部で中核派を批判する本を書いていた白井朗が何者かに襲われ、負傷。
- 2003年（平成15年）
  - 8月26日 千葉県警幹部と同姓同名の男性が住む民家に時限発火装置を仕掛け、放火（県警幹部と誤認した可能性が指摘されている）。
  - 11月21日 列車の運航を妨害した威力業務妨害罪、抗議活動中に機動隊を襲撃した凶器準備集合罪の二つの罪に問われていたが保釈中に逃走し、29年間逃走し続けていたが7月8日に警視庁に身柄を確保された元中核派活動家の男に東京地方裁判所が懲役1年6カ月、執行猶予4年の判決が言い渡された。
- 2005年（平成17年）
  - 8月4日 杉並区役所での「新しい歴史教科書をつくる会」教科書採択反対デモの中で、参加者の中核派活動家北島邦彦が、ビデオ撮影をしていた男性に暴行を加えたとして逮捕される（後に釈放）。この逮捕で、中核派が大衆に紛れていることが発覚した。
  - 11月6日 同派及び関係労組らが主催する「全国労働者総決起集会」で過去最高の2,700人（警察発表）を動員。
- 2006年（平成18年）
  - 3月3日 迎賓館や在日米軍の横田飛行場などを狙って迫撃弾を発射し、爆発物取締罰則違反の罪に問われた中核派活動家に対し、東京地方裁判所が懲役12年の実刑判決を言い渡す。被告人側は即日控訴。
  - 3月14日 関西地方委員会の一部党員が「指導部の腐敗、堕落」を訴えて「決起」。同地方委員会の議長を務めていた与田らを追放したほか、指導部に対して自己批判を求める。これ以降、「動労千葉派」を自称する「中央派」と、関西を中心とする「関西派」（「中央派」は「塩川一派」と呼称）との対立が表面化し、各地で「反中央派」の党員に対する処分が相次ぐ。
  - 3月14日 中核派系全学連委員長ら29人が、法政大学で、大学敷地内で立て看板の撤去作業に抗議し、建造物侵入と威力業務妨害の容疑で現行犯逮捕される。
  - 秋頃 第22回拡大全国委員会総会（22全総）を開催。関西地方委員会の議長だった与田ら5名に対する除名処分が決議される。
- 2007年（平成19年）
  - 夏頃 第23回拡大全国委員会総会（23全総）開催。政治局から発表されていた「7月テーゼ」が全国委員会として正式決定される。党指導部から求められていた自己批判を拒否したとして、岸宏一ら政治局員2人を除名。あわせて、「都政を革新する会」のメンバーだった、現役杉並区議会議員と前杉並区議会議員に対する除名処分も決議される。
  - 秋頃 第24回拡大全国委員会総会（24全総）。「関西派」の中心人物とされる塩川らを除名。
  - 12月 「関西党員総会」を開催。中央派と関西派の一連の対立で機能停止状態だった「関西地方委員会」（中央派）の再建が宣言される。
- 2008年（平成20年）
  - 5月28日 中核派系全学連委員長ら5人が、傷害と公務執行妨害の容疑で逮捕される。
  - 5月29日 法政大学でデモが起こり、中核派学生活動家33人が逮捕される。
- 2009年（平成21年）
  - 5月12日 千代田区一番町でデモ行進中、警備に当たっていた警察官に体当たりなどをした中核派全学連委員長織田陽介（28）が公務執行妨害で逮捕される。
  - 秋頃 第25回拡大全国委員会総会（25全総）において、「綱領草案」が採択される。
- 2010年（平成22年）
  - 3月4日 副議長の中野洋が胆管癌のため病死（享年70）。
  - 11月13日 北小路敏が敗血症のため病死（享年74）。
- 2011年（平成23年）
  - 3月31日 3月11日に発生した東北地方太平洋沖地震の津波により発生した福島第一原子力発電所事故の後、日本や世界各国で反原発運動が活発化。中核派は自派の機関紙やビラを配布するなどの宣伝活動に取り組む。東京電力を通るデモを100人規模で行い、3人逮捕。のち、全員不起訴釈放。
- 2012年（平成24年）
  - 3月13日 平成12年に運輸省（現・国土交通省）幹部宅の車両を爆破させた事件で、爆発物取締罰則違反容疑の関係先として、東京都立川市などにある中核派の非公然アジトなどが家宅捜索される。また、非公然活動家が公務執行妨害の現行犯で逮捕される[20]。
  - 12月16日 東京都知事選挙で中核派の活動家歴を持つ[21]猪瀬直樹が、自民党や公明党、日本維新の会などの支援を受けて大差で初当選。中核派出身の都知事は史上初めて。
- 2014年（平成26年）
  - 1月14日 東京都知事選挙に立候補表明した鈴木達夫の支持を表明。鈴木は動労千葉の顧問弁護士を務めるなど密接な関係にある。得票数12,684で落選。
  - 11月2日 全国労働者総決起集会で行われたデモ行進の際、デモに参加していた京都大学の男子学生3人が警視庁公安部に公務執行妨害の容疑で逮捕される[22]。11日に前進社が[23]、12日に京都大学熊野寮がそれぞれ家宅捜索される[24]。
  - 11月24日 第47回衆議院議員総選挙に鈴木達夫が東京都第8区から出馬[25]。得票数16,981で落選。
  - 12月30日 関西大学の情報施設に無断侵入したとして、中核派系全学連副委員長の男が建造物侵入容疑で逮捕され、その後、罰金10万円を言い渡された[26]。
- 2015年（平成27年）
  - 1月下旬　「革共同第7回全国大会」を開催。
  - 9月 中核派活動家の男性を監禁して建物の屋上から逃げ出さざるを得ない状況に追い込み、転落させ重傷を負わせたとして、同派の活動家2人が監禁致傷容疑で警視庁に逮捕された[27]。のち、全員不起訴釈放。
- 2016年（平成28年）
  - 1月11日 この日の発行号から、機関紙「前進」が月曜日・木曜日の週2回発行となる[28]。
  - 2月29日 昨年10月の京都大学での抗議活動の際、バリケードを築き授業を妨害したとして、京都府警察に中核派系全学連委員長の齋藤郁真ら3人が威力業務妨害容疑で逮捕された[29]。また、翌3月1日には同容疑で、同副委員長の作部羊平、同書記次長の森幸一郎、革共同中央学生組織委員会議長の深田力の幹部3人が新たに逮捕された[30]。のち、全員釈放され、3月31日に全員不起訴となった。
  - 3月14日 1986年の東京サミットを妨害するため迎賓館などを狙って、迫撃弾5発を射ち込んだ（迎賓館ロケット弾事件）中核派活動家ら3人の上告審が行われ、上告が棄却された。須賀武敏被告を懲役11年、十亀弘史と板垣宏の両被告を同8年とした判決が確定した[31]。
  - 7月10日、第24回参議院議員通常選挙投票日。東京都から出馬した鈴木達夫が16,187票獲得。
  - 11月1日 警察庁が渋谷暴動事件に捜査特別報奨金を新たに設定し、大坂正明の逮捕に繋がる情報に300万円の懸賞金がかけられた。また、大坂の逃亡を支援していたグループのリーダー格の男に逮捕状が請求された[32]。
- 2017年（平成29年）
  - 5月18日 広島県内の非公然アジトの関係先を捜索した際に、抵抗した活動家の男2人を公務執行妨害などの疑いで逮捕した。なお、その内の一人は渋谷暴動事件の指名手配犯である大坂正明の可能性があり、DNA型鑑定などでの確認が行われ[33]、鑑定結果などから大坂本人と特定し、6月7日に警視庁公安部が殺人など5つの容疑で再逮捕した[34]。同日、大坂と共にいた活動家の男を、大阪府警察が犯人蔵匿容疑で再逮捕した[35]。
  - 5月30日 オンライン動画共有サービスYouTubeで公式チャンネル「前進チャンネル」を開設。主に、若者向けに機関紙「前進」発行に合わせて紙面の紹介をする動画をアップロードする。
  - 6月28日 東京地方検察庁が大坂正明を殺人罪や現住建造物等放火罪等で起訴した[36]。6月30日には大坂と共にいた活動家の男を大阪地方検察庁が犯人蔵匿の罪で起訴した[37]。その後こちらの活動家については懲役1年2月の実刑判決が言い渡された[38]。
  - 10月22日投開票の第48回衆議院議員総選挙に、元全学連委員長齋藤郁真が東京都第8区に「都政を革新する会」から出馬するも投票数2,931で最下位落選。
- 2018年（平成30年）
  - 11月4日 東洋大学のキャンパス内に許可なく侵入し機関紙などの配布を行ったとして、建造物侵入の疑いで中核派系全学連の活動家2人が警視庁公安部に逮捕された[39]。
  - 12月31日 「みどるこあ」というサークル名を名乗りコミックマーケット95に初参加する[40]。前進社の出版物も頒布したが、前進社は法人ではないため、サークルでの頒布に問題はなかった[注 2]。
- 2019年（平成31年/令和元年）
  - 1月 埼玉県加須市内の民家の倉庫で、中核派が製造したとみられる飛翔弾計8発が押収された。活動家らが発見を免れるために、アジト以外の場所にある倉庫を実質的な武器庫として運用していたとみられる[41]。
  - 4月21日執行の第19回統一地方選挙の杉並区議会議員選挙で洞口朋子を、第25回参議院議員通常選挙の東京都選挙区に齋藤郁真を擁立することを発表。洞口は「都政を革新する会」から出馬し、得票数3,275票で初当選する。
  - 5月30日  渋谷暴動事件で殺人罪に問われ、無期懲役に服していた星野文昭が病死。73歳だった。体調不良を訴えて徳島刑務所から東日本成人矯正医療センターに移送され、5月下旬に肝臓がんの手術を受けていたという[42]。
  - 5月に齋藤が2018年7月に京都大学構内に出入りしていたことを理由に住居侵入罪で逮捕・起訴されたため、参院選に出馬できなくなった。参院選時は全学連を中心に「馴れ合い選挙をぶっ飛ばせ」とデモをし、棄権を呼び掛けた。
- 2020年（令和2年）
  - 1月15日 大坂正明の潜伏先のマンションの家賃支払口座を不正に開設したとして、大阪府警が広島県安芸太田町議や中核派の活動家ら3人を詐欺容疑で書類送検した[43]。
  - 9月6日 東京都荒川区のサンパール荒川大ホールで「革共同政治集会」が開催され、清水丈夫議長が演説した。清水は非公然部門の指導者として1970年を最後に姿が確認されていなかった[44]。清水は「7回大会路線と旧政治局の誤り」について自己批判し、新自由主義打倒を主張した[45]。中核派担当者は、清水は今後は「大衆的な労働運動」（公然活動）に関わると説明[46]。警察庁によると1月時点の勢力は4,700名[44]。
- 2023年（令和5年）
  - 大坂正明に対し、殺人などの罪で東京地裁が懲役20年の判決を言い渡した[47]。
- 2024年（令和6年）
  - 2月28日 広島平和記念式典で広島市職員に集団で暴行したなどとして、暴力行為法違反（集団的暴行）の疑いで活動家5人が広島県警に逮捕された[48][49]。3月19日、同法違反罪で5人が起訴された[50]。
  - 6月27日 新型コロナウイルス対策の臨時特別給付金10万円をだまし取ったとして、詐欺の疑いで活動家の男が京都府警に逮捕された。この男は平和記念式典会場での集団暴行事件で逮捕された活動家の内の一人[51]。

## 労働運動
中核派は草創期は学生中心であったが、1960年代末に中核派系の反戦青年委員会の労働者が続々と街頭武装闘争に参加するようになった。以降、沖縄闘争や三里塚闘争、狭山闘争などの闘いに労働者が決起した。また1970年代の対革マル戦、1980年代のゲリラ闘争においても労働者が革命軍の武闘を支えた。1990年代のゲリラ戦から労働運動への転換によって「4大産別」での闘いが重要視されるようになり、2000年代の「階級的労働運動路線」からは4大産別だけではなく、あらゆる業種の職場での闘いも重要視されるようになっている。2000年代後半からは、「4大産別」に医療・福祉と非正規などを軸とする産別闘争が加わり、「6大産別」と呼ばれるようになった。
公安調査庁からは、中核派が傘下大衆団体を隠れ蓑として労働組合などへの浸透を強化させており、武装闘争路線を堅持しながら組織拡大に向けた取組を継続・強化させていると指摘されている。

### 4大産別（6大産別）
- 国鉄（JR）
- 全逓（郵政）
- 教労
- 自治体
- 医療・福祉
- 合同労組

### 支持・共闘関係の労働組織
- 国鉄動力車労働組合総連合（動労総連合）系の労組（詳細は動労千葉の記事参照）
  - 国鉄千葉動力車労働組合（動労千葉） 動労総連合の実質的中心労組。「中核派労働運動の精華」あるいは「世界革命の司令塔」「新自由主義に打ち勝っている世界で唯一の労組」などと称し、「階級的労働運動路線のもとすべての労働者は動労千葉のように闘おう」と呼びかけている。動労千葉の第二代委員長だった中野洋は中核派の副議長であり同派の実質的な最高指導者と目されていた。
  - 動労総連合水戸労働組合（動労総連合水戸）　動労水戸から事実上分裂する形で2023年3月に結成。
  - 国鉄西日本動力車労働組合（動労西日本）
  - 国鉄高崎動力車連帯労働組合（動労連帯高崎）
- 全国労働組合交流センター（中核派系のナショナルセンター。各地に支部がある）
- 国労闘争団

※かつては国鉄水戸動力車労働組合（動労水戸）とも共闘関係にあったが、同組合は活動方針の相違などから2022年に動労総連合を脱退し、以降、共闘関係は事実上解消状態となっている。

## 学生運動
中核派の学生政治組織として、「マルクス主義学生同盟・中核派（マル学同中核派）」がある。

### 大衆組織

#### 全学連
全日本学生自治会総連合（全学連）がある（いわゆる中核派系全学連）。主な加盟学生自治会は、東北大学学生自治会、法政大学文化連盟など。

#### DRAFT
DRAFT（Democratic, Respective Action for the FuTure:未来のための民主的な各々の行動）は、2020年2月 に設立された大衆組織で、「主に首都圏の10代 - 30代の若者によって結成された社会を変えるための運動体」としている。「個々人の違いを尊重しながら、不一致点は留保し一致点を拡大し、可能な限り共に行動することを目指」すという。
2021年3月には「目白（学習院）支部」が設立された。

#### 高校生のイスクラ
2020年3月からTwitterが運営されている。
東京、京都、福岡で街宣や機関紙「高校生のイスクラ」のTwitter上での公開や配布をしている。また、ビラ配りをしている。

### 拠点校

#### 法政大学
2006年3月14日、法政大学事務局による立て看板撤去に抗議していた中核派活動家など29人（内、法政大学の学生など大学関係者は5人）が建造物侵入と威力業務妨害の容疑で逮捕された。逮捕時には約200人の捜査員が動員された。中核派はこの事件を「2006・3・14法政大学弾圧事件」として強く反発した。
2006年3月25日には、29人全員が釈放され、そのうち法政大学の学生の5人は法政大学から停学や退学処分が下された。その後、処分を受けた学生5人や法政大学の無関係者も含む逮捕者を中心に「3・14法大弾圧を許さない法大生の会」が結成され、現在でも、学内外で抗議活動が行われている。この中核派の動きに対し、法政大学は警備員を常駐させて対処している。2006年（平成18年）と2007年（平成19年）には、法政大学は停学者に対して無期停学や退学など追加処分を出した。今回の事件では、（大学無関係者含めて）逮捕者は延べ126名。うち、起訴されたのは34名となった。
2007年4月27日、法政大学の退学処分に対して中核派などがデモ活動を行ってる中、中核派全学連活動家の学生ら2名が法政大学職員への暴行容疑で警察に逮捕された。しかし、デモに参加した外山恒一によると、この逮捕は「転び公妨」の変形で、職員が事前の打ち合わせ通り首を絞められたと騒ぎ立て、警察が逮捕の口実にしたという。
2009年4月24日、東京地裁による「情宣活動禁止等仮処分命令」及び、法政大学側よる学生処分などに対して、中核派は抗議集会とデモ活動で対抗した。そして、中核派全学連活動家の学生ら6人が公務執行妨害などの容疑で逮捕（集会中に5人、デモ後に警察署前で行われた抗議行動で1人）された。
2012年以降は、中核派は法政大学校内での活動は行っておらず、市ヶ谷キャンパス門前や飯田橋駅周辺で街頭宣伝を行っている。
2015年6月、法政大学から無期停学処分を受けた法政大学の男子学生が、法政大学に対し、「大学の処分は懲戒権の乱用だ！」と訴えていた裁判では判決は大学側の処分を全面支持し、原告・学生側の請求を棄却した。この判決が言い渡されると傍聴席にいた支援者たちは、「死ね！あほ！ぼけ！」「説明ないんかい！ぼけたれ！」「あほんだら！くそぼけ！説明しろ！」「ばかにしとるんやろ！」、と怒りの罵声を浴びせ、法廷内は騒然となった。この法政大学の男子学生は日頃から中核派系活動家らと共に行動し、大学内での講演会の妨害活動や教職員に対する侮辱的な発言を繰り返していたとして、法政大学から厳しい処分を受けていた。
中核派にとってこの「法大闘争」は、「学生の最大の団結破壊＝処分に対し、『一人の仲間も見捨てない』のスローガンで、さらに強固な団結をうち立ててきた。学生と大学当局の非和解性を明らかにしてきた。人間的共同性を奪還する闘いとして、積極的攻勢的に闘われてきた」 ものであり、「法大闘争の地平の上に」活動することが度々宣言されている。
2019年4月の統一地方選挙では、中核派の活動家、洞口朋子（当時、30歳）が杉並区議会議員に初当選した。洞口が中核派の活動家になろうと思ったきっかけは、2008年に法政大学で学生が一斉に逮捕される事件をみて、当時19歳だった洞口は学生運動がしたくなったと言っている。また実父も中核派の活動家だったことも影響している。その後、洞口は通信制大学（法政大学通信教育課程）に入学したが、1年半で無期停学処分・除籍となり、その後も中核派の活動家として活動している。

#### 京都大学
1986年には、当時京都大学の学生であった福島慎一郎が、京大教養部（当時）構内で革マル派によって殺害される事件が発生している。
2012年に「京都大学全学自治会同学会」を再建したとしている。ただし、「再建」を認めない立場の同名の団体も存在していることから、その正統性をめぐってしばしば問題が発生している。一般には、中核派が再建したとする「同学会」は「中核派系同学会」や「非公認同学会」と呼ばれ、従来から存在する「同学会」については「公認同学会」などと呼ばれる。
大学当局は中核派系同学会ではなく従来から存在する同学会を公認しており、中核派系同学会の要求を受理したり交渉に応じたりすることはないとしている。また、活動は中核派系同学会の方が盛んであり、一般学生の中には中核派系同学会の存在しか知らず、公認同学会を認知していない学生もすくなくない。
2015年10月27日、中核派系同学会は「反戦バリケードストライキ」と称して、京都大学の吉田南キャンパス構内の吉田南1号館の出入り口を机・柵、立て看板等でバリケード封鎖した。このストライキは、当日早朝から午後２時頃まで、反戦や大学への不満を訴える約40人の学生らが行なったとされ、このバリケード封鎖により、学生や教職員は京都大学の建物内に入ることができなくなり、京都大学での授業や大学事務ができない事態となった。
この「反戦バリケードストライキ」代表の京大工学部の男子学生（24）は今回の封鎖した理由について、次のように語った。
「安倍政権が戦争の道に進んでいることに対し、大学は反対の姿勢を示していない。学生の意思を示すためにストライキを行った」「昨年の京大の公安侵入などに対し、山極壽一総長は『学内での捜査に協力したい』と述べた。もはや京大は『中立』でも『リベラル』でもない」「キャンパスで授業が平常に行われる限り、大学の現状維持をどこまでも許すことにしかならない」
この緊急事態に、京都大学は急遽、教室の振り替えなどをして授業を行ない、また、京都府警には出動要請をした。そして、京都府警は機動隊員ら約170人を大学近くの川端署に待機させ、威力業務妨害容疑で大学内のバリケードを強制排除しようとした。しかし、その後、そのバリケードを他の一般学生たちが、「他人に迷惑だ」などとして、そのバリケードの立て看板などを撤去し、事態は沈静化した。
2016年2月29日、京都府警は、「反戦バリケードストライキ」（2015年10月27日）による威力業務妨害をした容疑で、中核派の活動拠点の１つとされる京都大学の学生寮「熊野寮」に強制捜査を行った。また京都府警は同容疑で、ストライキに加わったメンバーらを逮捕した。
2016年7月、京都大学はバリケード封鎖に関わった学生4人（中核派系同学会の役員4名）を7月12日付けで無期停学処分（のちに放学処分）とした。無期停学処分となったのは、工学部4回生2名、薬学部4回生1名、地球環境学舎修士課程2回生1名の計4名。7月12日の学内の学生懲戒委員会で審議され、京都大学通則に定める「学生の本分を守らない者」として、無期停学処分が決定した。
2017年10月31日、中核派系全学連幹部の2人が京都大学職員に暴行して警察に逮捕された。1人は京都大学文学部４年の学生であり、大学が迷惑行為として禁止する学生によるビラ配りを大学職員が止めようとした時、その大学職員の首を押さえつけたとしている。もう１人は職業不詳の男であり、大学構内で中核派系の関係者が作った「学生自治の砦　京大へようこそ　同学会」と書かれた木製看板（縦約3.5メートル、横約2メートル）を大学職員が撤去しようとした時、その職員の左太ももを蹴ったとしている。
その後も、2018年には同派系同学会委員長が大学職員に暴行したとして無期停学処分を受けている。なお、中核派同学会は京都大学のいずれの処分についても「不当」である旨を訴えている。
学生寮である熊野寮B棟地下にあるBOXが、中核派系全学連の関係先として、たびたび京都府警による家宅捜索を受けている。なお、熊野寮自治会は家宅捜索やそれに付随して行われた恣意的な報道に関して、抗議声明を発表している。
2021年6月21日、京都府警警備2課と川端署は、運転免許証の更新時に虚偽の住所を申請したとして、中核派全学連の活動家の男（26）＝左京区＝を逮捕した。男は熊野寮によく出入りして、寮の一部が中核派の活動拠点に使用されていたとみて、6月24日午前9時頃、京都府警はその男の関係先として、京都大学の学生寮「熊野寮」（京都市左京区）を免状不実記載の容疑で家宅捜索した。警察官、機動隊員ら約140人が熊野寮に入ろうとした時、周囲は騒然となり、数十人の学生らが、拡声器で「不当な捜査だ！」「権力による横暴な捜索で人権侵害だ！」などと大きな声で叫んで抗議し、一時、警察官、機動隊員らと熊野寮の寮生らはもみ合いになった。

#### その他の拠点校
その他に、「拠点校」と呼ばれ学内での活動が行われている大学は以下の通り。
その他大学でも活動家は存在している(全学連矢嶋尋委員長は学習院大学)
- 広島大学[71]
- 沖縄大学[72]

#### かつての拠点校
- 東北大学：かつては「有朋寮」を拠点としていた。「有朋寮」が廃止された後も、中核派は「東北大学学生自治会」を名乗って活動を継続していたが、2021年春を最後に活動を停止し、学生党員は消滅した。
- 福島大学：東日本大震災後に新たな拠点校となった。中心的活動家が公安警察のスパイであったことが2015年に発覚し、現在学生党員は存在しない。
- 横浜国立大学
- 富山大学：学生自治寮の「新樹寮」を拠点としていたが、新樹寮の管理寮化と学生自治会の非公認化により拠点を失った。
- 大阪市立大学
- 九州大学

## 関連組織

### 支持・共闘関係の大衆組織
- 三里塚芝山連合空港反対同盟（北原派）
- 都政を革新する会（都革新）杉並区の地域政党
- 全国水平同盟（部落解放同盟全国連合会の西郡支部などが、「差別問題」などを理由とした対立により全国連から離脱、設立。全国連中央とは関係が断絶している）
- 全国部落青年戦闘同志会
- 国鉄千葉動力車労働組合（動労千葉）
- 全国労働組合交流センター
- 百万人署名運動
- 青年アジア研究会（青ア研）
- 婦人民主クラブ全国協議会
- 全国農民会議
- NAZEN ~すべての原発いますぐなくそう！全国会議[73]
- 新世紀ユニオン

### 現在の共闘党派
- 革命的労働者協会（社会党社青同解放派）（いわゆる「狭間派」「現代社派」）：三里塚闘争において共に「北原派」を支援している。
- 共産主義者同盟 (統一委員会)：同上

### その他

#### みどるこあ
みどるこあは、日本の同人サークル。事実上、中核派がコミックマーケットに参加する際の名義として機能している。

## 独自用語
- 10・8（じっぱち）＝中核派が初めて武装闘争を行った1967年（昭和42年）の羽田事件のこと。その闘いは「10・8精神」として称揚されている。
- MWL＝マルクス主義青年労働者同盟（マル青労同）
- MSL＝マルクス主義学生同盟（マル学同）
- NC＝革命的共産主義者同盟全国委員会
- SOB＝学生組織委員会
- WOB＝労働者中央組織委員会